# 環王
占婆第五王朝（758年至859年），為占婆國的一段歷史時期，中國典籍稱此一時期的占婆國號為「環王」。約於757、758年左右，占婆國中的要人尊奉來自賓童龍（Panduranga）的貴族畢底邠陀羅跋摩（Prithivindravarman）為王，第五王朝由此開始，經歷五位君主，存在約一百年，至毗建陀跋摩三世（Vikrantavarman III）死時，因沒有繼承人，遂由第六王朝所取代。第五王朝時期裡，曾與中國唐朝、真臘等鄰國發生軍事衝突，占婆取得若干勝利，奪得部份土地。此外，第五王朝時期與南中國海一帶的爪哇進行文化往來，使占婆的建築藝術受到感染和影響。

## 國號
大約相當於第五王朝這一時段裡，中國文獻稱占婆國為「環王」或「環王國」。據中國史籍《唐會要》卷九十八《林邑國》及《新唐書·南蠻下·環王》所載，「環王」國號於唐肅宗至德以後使用，不以「林邑」為號。法國學者喬治·馬司培羅指出，此一名稱的對譯，在占婆文及梵文裡都無法尋譯原名。
另外，《資治通鑑》卷二百一十九裡提到：「初，林邑王范真龍為其臣摩訶漫多伽獨所殺，盡滅范氏。國人立其王頭黎之女為王，女不能治國，更立頭黎之姑子諸葛地，謂之環王，妻以女王。」然而，諸葛地即位時間是唐朝的貞觀、永徽之際，亦即占婆史上的第四王朝當中，與第五王朝相距近百年。
至於占婆國的碑誌資料方面，據喬治·馬司培羅稱，從已發現的碑銘當中，皆稱「占婆王」或「占婆國」，除此之外並沒有其他名號。馬司培羅推斷，「環王之稱」若非第五王朝諸王的尊號，便可能與王室發源國土之名有關。

## 王朝盛衰
約757年，占婆第四王朝末王律陀羅跋摩二世（Rudravarman II）去世，國中的顯要人物便奉畢底邠陀羅跋摩（Prithivindravarman）為「此國惟一君王」，第五王朝於此展開。據學者喬治·馬司培羅指出，畢底邠陀羅跋摩的來歷為南方檳榔部落的賓童龍（Panduranga）諸侯大族，又從占婆碑銘得知其在位期間，所控國土北至橫山，南抵吉蔑國境，國內「諸物豐饒，翦滅盜賊」，治績有一定水準。
在第二位君主薩多跋摩（Satyavarman，畢底邠陀羅跋摩之甥，活躍時期約為774年至784年前後）時，遇上來自馬來、爪哇的海盜侵擾。據「衙莊之浦那竭羅碑」所載，古笪（Kauthara，今越南芽莊）便遭到一次入寇，薩多跋摩下令「以舟載諸兵將逐擊之海上」，憑著海軍力量加以打擊。另外，薩多跋摩又曾在賓童龍修建壯麗居所。
第三位君主因陀羅跋摩一世（Indravarman I，薩多跋摩之弟，活躍時期約為787年至801年前後）時，據碑銘文獻所顯示，他內治昌明。至於對外方面，因陀羅跋摩一世與第四位君主訶梨跋摩一世（Harivarman I，因陀羅跋摩一世之妹壻，活躍時期約為803年至817年左右）一樣，均有甚為頻繁的軍事擴張行動。據中國典籍《新唐書》記載，貞元十八年農曆十二月（西曆約為802年至803年之交），曾一度攻陷唐朝安南地區的驩州、愛州二地。另據碑銘記載，訶梨跋摩一世曾數次擊敗吉蔑軍隊。（詳見下）
至第五位君主（末代）毗建陀跋摩三世（Vikrantavarman III，訶梨跋摩一世之子）於逝世後，因沒有子嗣，於860年，由來自北方椰子部落的阿摩羅婆胝人士因陀羅跋摩二世（Indravarman II，占婆第六王朝首位君主）繼位，第五王朝至此終結。

## 對外關係

### 與唐關係
中國唐朝為占婆第五王朝的北鄰，雙方曾在現時越南中部地區發生過激烈交戰。
占婆政府自第四王朝以後，曾一度中斷對唐的朝貢訪問。到第五王朝第三位君主因陀羅跋摩一世，曾設法與唐朝修好，於793年遣使向唐致送犀牛，唐人亦把來使帶到太廟。不過其後，或許因唐人未能厚待其使，又或許占婆政府認為朝貢沒益處，於是貢使又廢止。
據中國史籍所載，訶梨跋摩一世在位時的802年末、803年初（貞元十八年農曆十二月），「環王陷驩、愛二州」，入侵唐朝安南都護府轄地（驩州即越南乂安省、河靜省等地；愛州即清化省地區）。但其後，唐朝亦予以還擊。809年，占婆軍再入寇安南，但卻被安南都護所擊敗，占婆原先所設置的「驩、愛州都統」被擒獲，且損失甚巨，被唐軍「斬三萬級，虜王子五十九人，獲戰象、舠、鎧」。到824年農曆十一月，占婆與黃洞蠻聯合，攻陷陸州，殺當地刺史葛維。

### 與吉蔑關係
占婆的另一鄰國、位於印支半島的吉蔑（又稱真臘），在第五王朝時，曾分裂成水真臘及陸真臘，所以法國學者喬治·馬司培羅推斷「占婆或乘亂侵入，亦意中必有之事。」
到訶梨跋摩一世在位時，便對吉蔑邊境進行侵略，由將領波羅（Par）率軍數勝吉蔑軍隊。據「衙莊浦那竭羅碑」提到，占軍「破其如密林之城，如象之民，如獅之王。」喬治·馬司培羅指出，訶梨跋摩一世在位時，適逢是吉蔑重要君主闍耶跋摩二世在位時期，而吉蔑方面的史書未有記載敗於占人之事，故此，波羅的所謂戰勝，為邊境之侵略，而且有誇大其辭。

### 與馬來、爪哇等地區關係
在第五王朝時期，占婆曾與來自馬來、爪哇地區的海盜周旋。薩多跋摩曾於774年派海軍施以還擊。到因陀羅跋摩一世時的787年，馬來海盜又來進犯，並作出破壞，焚毁神祠，掠奪寶物，殺掠戰士、奴婢等等。
不過，占婆在第五王朝及其前後，即7世紀至10世紀期間，在文化上深受爪哇影響，這在建築方面較為明顯，出現了史學界稱之為「印度─爪哇式建築」的建築藝術。

## 第五王朝諸王簡表
| 君王           | 占名               | 與前王關係           | 在位年代             |
| 畢底邠陀羅跋摩 | Prithivindravarman | ─                    | 約758年即位          |
| 薩多跋摩       | Satyavarman        | 畢底邠陀羅跋摩之甥   | 約774年至784年間繼位 |
| 因陀羅跋摩一世 | Indravarman I      | 薩多跋摩之弟         | 約787年至801年間繼位 |
| 訶梨跋摩一世   | Harivarman I       | 因陀羅跋摩一世之妹壻 | 約803年至817年間繼位 |
| 毗建陀跋摩三世 | Vikrantavarman III | 訶梨跋摩一世之子     | 約854年前後          |

※本圖表參照喬治·馬司培羅《占婆史·占婆諸王年表》，及D G E Hall《東南亞史》（A History of Southeast Asia）製成。